# Centre Excursionista Empordanès
El Club Excursionista Empordanès, més conegut com a Centre Excursionista Empordanès, és una entitat dedicada al món del muntanyisme i les excursions. El 2015, presidida per Jaume Sabrià, tenia 538 associats i va celebrar el seu 50è aniversari. En aquell mateix any, era la segona entitat de Catalunya en nombre de refugis, després de la Federació d'Entitats Excursionistes de Catalunya (FEEC).
La entitat va ser creada l'any 1965 i ha desenvolupat, de forma voluntària i sense ànim de lucre, una tasca de promoció i recuperació de patrimoni cultural i natural de la comarca de l'Alt Empordà. També ha creat itineraris de senders per donar a conèixer aquest patrimoni i el d'infraestructures de suport, com refugis lliures. El 2014, va inaugurar les obres d'ampliació i millora del refugi de les Salines, situat a Maçanet de Cabrenys.